# Asaka Seto
Asaka Seto (jap. 瀬戸 朝香 Seto Asaka), właśc. Megumi Ieda (jap. 家田 恵美 Ieda Megumi; ur. 12 grudnia 1976 w Seto) – japońska aktorka. Pseudonim „Seto” jest zapożyczony z miejsca jej urodzenia. Zdobyła nagrodę dla najlepszej aktorki na 24. Festiwalu Filmowym w Jokohamie za rolę w filmie Travail. Jest żoną Yoshihiko Inohary z zespołu V6.

## Filmografia

### Seriale
- Kimi ga kokoro ni sumitsuita (TBS 2018)
- Onna no naka ni iru tanin (NHK BS Premium 2017)
- ST ~ Aka to shirō no Sousa Paire NTV 2014)
- TOKYO AIRPORT ~Tokyo kukō kansei hoanbu~ (Fuji TV 2012)
- Akujotachi no Mes (Fuji TV 2011)
- Tonari no shibafu (TBS 2009)
- Choshokutei (Wowow 2009)
- Hana no hokori (NHK 2008)
- Yume o kanaeru zo (YTV 2008)
- Hachimitsu to Clover (Fuji TV 2008)
- LIFE (Fuji TV 2007)
- Ai no Rukeichi NTV 2007)
- Konya Hitori no Bed de (TBS 2005)
- Nyokei Kazoku (TBS 2005)
- Rikon Bengoshi 2 (Fuji TV 2005)
- Ooku Dai-ishō (Fuji TV 2004)
- Shin Yonigeya Honpo NTV 2003)
- Tengoku no Daisuke e NTV 2003)
- Netsuretsu Teki Chuuka Hanten (Fuji TV 2003)
- Kaidan Hyaku Monogatari Historia 11 (Fuji TV 2002)
- Mayonaka wa Betsu no Kao (NHK 2002)
- Toshiie to Matsu (NHK 2002)
- Sayonara, Ozu Sensei (Fuji TV 2001)
- Saimin (TBS 2000)
- P.S. Genki desu, Shunpei (TBS 1999)
- Naniwa Kinyudo 4 (Fuji TV 1998)
- Boy Hunt (Fuji TV 1998)
- Kamisan Nanka Kowakunai (TBS 1998)
- Narita Rikon (Fuji TV 1997)
- Tomodachi no Koibito (TBS 1997)
- Boku ga boku de aru tame ni (Fuji TV 1997)
- Age 35 koishikute (Fuji TV 1996)
- Miss Diamond (Fuji TV 1995)
- Owaranai natsu NTV 1995)
- Tokyo daigaku Monogatari (TV Asahi 1994)
- Kimi to ita natsu (Fuji TV 1994)
- Sweet Home (TBS 1994)
- M namida wa misenai (Fuji TV 1993)
- Subarashiki kana jinsei (Fuji TV 1993)

### Filmy
- DIVE!! (2008)
- Soredemo Boku wa Yattenai (I Just Didn't Do It) (2007)
- Kayokyoku dayo, jinsei wa (Tokyo Rhapsody) (2007)
- Kaidan (2007)
- Death Note (2006) jako Naomi Misora
- Death Note: Ostatnie imię (2006) jako Naomi Misora
- Chakushin Ari 2 (2005)
- Bullets of Love (2001)
- Sharan-Q no enka no hanamichi (1997)
- Nozokiya (1995)
- Dai shitsuren (1995)
- Wangan Bad Boy Blue (1992)